# Sekyere West
Sekyere West – dawny dystrykt w regionie Ashanti w Ghanie. W wyniku reformy administracyjnej na przełomie lat 2007 i 2008 zmienił nazwę na Mampong Municipal i status dystryktu zwykłego na miejski.